# Hendschiken
Hendschiken es una comuna suiza del cantón de Argovia, ubicada en el distrito de Lenzburg. Limita al norte con la comuna de Othmarsingen, al este con Dottikon, al sureste con Villmergen, al sur con Dintikon y Ammerswil, y al oeste con Lenzburg.

## Transporte
Ferrocarril
Cuenta con una estación ferroviaria en la que efectúan parada trenes de cercanías pertenecientes a la red S-Bahn Argovia.